# Leonard B. Kaufman
Leonard B. Kaufman (* 31. August 1924 in Newark, New Jersey; † 24. Mai 2009 in Woodland Hills, Kalifornien) war ein US-amerikanischer Schauspielagent und Filmproduzent.

## Leben
Kaufman begann sein Berufsleben bei einer Werbeagentur, die unter anderen Joan Crawford und Jane Wyman betreute, und gründete 1953 eine eigene Agentur. Mit dieser vertrat er zum Beispiel Cary Grant, Burt Lancaster und Ella Fitzgerald; er arbeitete eng mit United Artists zusammen.
Nach der Auflösung der Agentur wandte sich Kaufman der Produktion von Fernsehserien und -filmen zu; so entstanden Episoden von Flipper, Hawaii Fünf-Null, Der Mann in den Bergen, sowie der Pilotfilm zur Fernsehserie Daktari, Clarence, der schielende Löwe (Clarence, the Cross-Eyed Lion), unter seiner Federführung. Daneben schrieb er auch einige Serien-Drehbücher.
Kaufman war mit der Schauspielerin Doris Dowling verheiratet.